# Sociología Argentina
Sociología Argentina es un libro publicado por José Ingenieros en 1913. Está formado por un corpus de diversos trabajos en que el autor intenta explicar la "evolución de la sociedad argentina". Además, constituye una fuente de información sobre el desarrollo de los estudios sociológicos en el país.
Hay que tener presente que el título de esta obra puede generar confusión. No se trata de una obra donde José Ingenieros de cuenta de su teoría sociológica. Este texto es una recopilación de diversos artículos y ensayos pertenecientes a la segunda etapa del pensamiento del autor marcada por la influencia del determinismo biológico. A su vez se trata de una obra publicada inicialmente con el nombre La evolución argentina (1910).
La teoría social de José ingenieros, se encuentra dispersa en sus numerosos textos sobre psiquiatría criminal y psicología, y debe ser rastreada entre los textos de su vasta producción.

## Estructura del libro
En el marco del 1.er centenario de la Argentina, y movilizados por los avances que se advertían en la sociedad de la época, José Ingenieros recopiló una serie de ensayos con una mirada retrospectiva acerca de la cultura y las costumbre sociales del siglo anterior, enfocándose en el ideario del pensamiento liberal-positivista.
Esta obra, publicada inicialmente en 1908, fue modificada y ampliada a lo largo de los años. En su séptima edición, se encuentra estructurada en cuatro partes.
La primera parte del libro se titula "La Evolución Sociológica Argentina" y se encuentra estructurada en tres capítulos. El segundo de ellos fue leído bajo el nombre de "El determinismo económico en la evolución americana" en el Congreso Científico celebrado en Montevideo, en el año 1901. Este mismo texto fue reimpreso en 1907 bajo el nombre de "La evolución sociológica argentina".
Los capítulos primero y tercero, fueron agregados en la tercera edición publicada bajo el nombre de "La evolución sociológica argentina" en un volumen de 200 páginas, editado por  la Librería de J. Menéndoz en Buenos Aires en 1910.
La segunda parte de la séptima edición de este libro, contiene seis artículos de "critica sociológica". Los cuatro primeros fueron publicados en la "Revista de Derecho, Historia y Letras", de Buenos Aires: "Las Multitudes Argentinas" (1899), "La Ciudad Indiana" (1900), "Nuestra América." (1903) y "La Anarquía Argentina y el caudillismo" (1904).
La tercera y cuarta parte de esta obra, fueron agregadas en la séptima edición.
En la tercera parte se incluyen tres estudios críticos de las doctrinas de Esteban Echeverría, Juan B. Alberdi y Domingo F. Sarmiento, considerados como "Los iniciadores de la sociología argentina". Fueron publicados en 1915 y 1916.
La cuarta parte de este libro, contiene el estudio sobre "La formación de una raza argentina", leído por el autor en el Instituto Popular de Conferencias en 1915. Algunos tópicos tratados en esta parte tendrán mayor desarrollo en el libro "La evolución de las ideas argentinas".

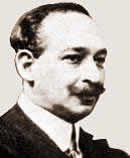
José Ingenieros

### La evolución sociológica argentina
La primera parte trata sobre los siguientes aspectos:
1. Asimilación de la Sociología económica a la Sociología biológica, generalmente consideradas como sistemas antitéticos.
2. Interpretación económica de la evolución política argentina, desde las manifestaciones iniciales de la vida colonial hasta la formación presente de la nacionalidad.
3. Explicación del nacionalismo según la Sociología económica, no obstante el divorcio habitual entre los partidarios del uno y de la otra.

“Prescindiendo de la estructura social no podría comprenderse la experiencia social. Los resultados de la sociología ilustran el estudio de la psicología social. Son ciencias estrechamente vinculadas, como la anatomía y la fisiología”.
Según Ingenieros, la Sociología es “una ciencia natural que estudia la evolución general de la humanidad”. La consideraba una ciencia natural porque analizaba sociedades de animales; dice: “La humanidad nos ofrece el caso de una especie animal luchando por la vida con otras y procurando adaptarse a un medio físico limitado”.

### Crítica sociológica
Al dar inicio al proyecto de la conformación de una Sociología Argentina con bases científicas, Ingenieros inicia esta segunda parte en la cual realiza una profunda crítica a aquellos pensadores que toman como criterio de análisis de los procesos sociales de nuestro país a teorizaciones europeas o extrapolaciones de prácticas sociales de otros países.
Describe a la sociedad argentina en comparación con la de Inglaterra y Francia, además de la psicología colectiva y las multitudes argentinas. Menciona la interpretación de José María Ramos Mejía y la aplicación de la Sociología en la historia argentina.
Además, y citando los trabajos de Alejandro Bunge, trata también la psicología y la pereza hispano-americanas, el caudillismo y sus orígenes así como el socialismo y la legislación del trabajo.
Hace mención a la ética social de Agustín Álvarez.

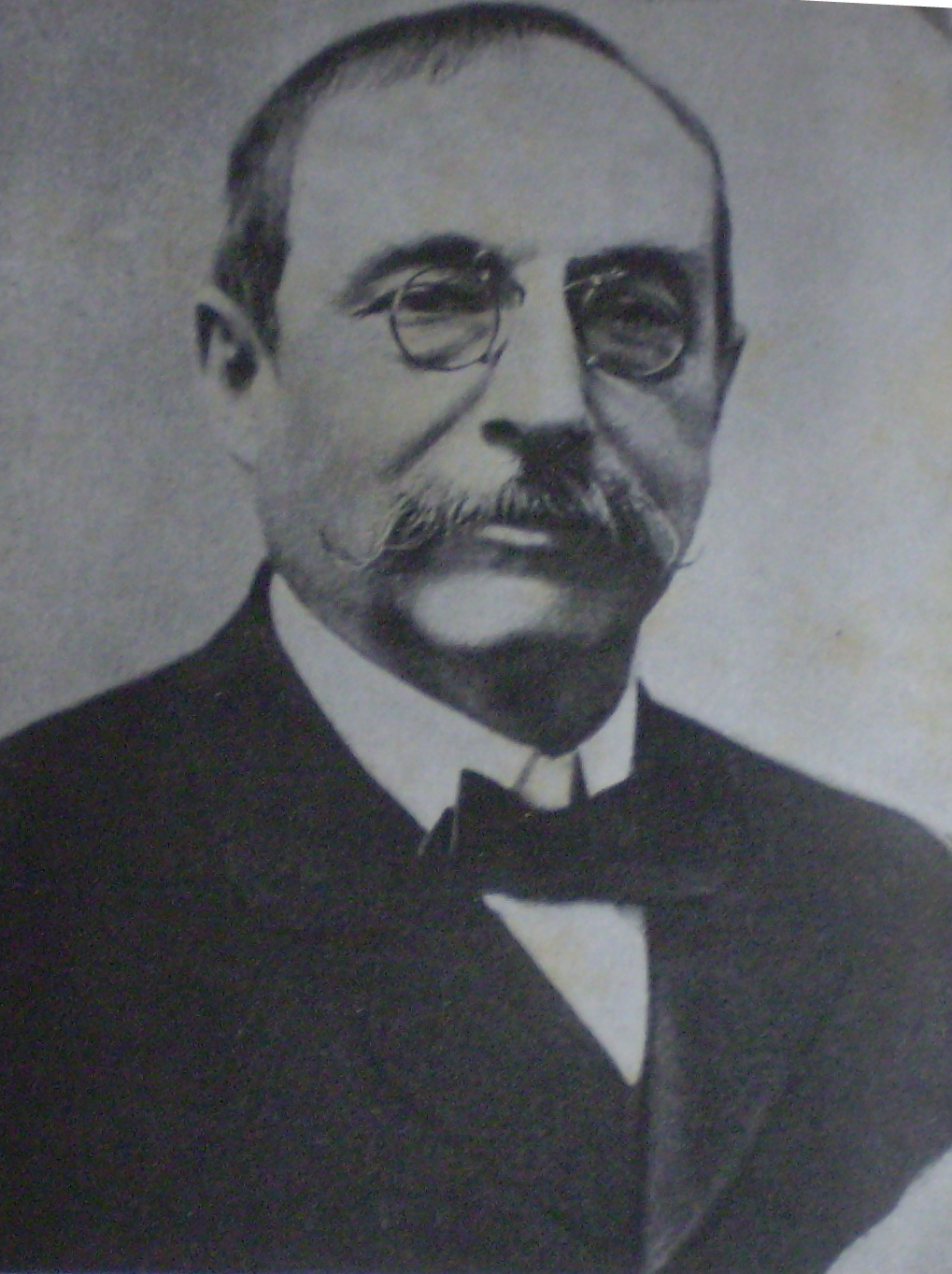
Ramos Mejía

### Los iniciadores de la Sociología argentina
En la búsqueda de fundar una sociología argentina, reconoce en los intelectuales liberales del siglo XIX la referencia necesaria para sentar las bases de una ciencia que estudiase a los fenómenos sociales desde una perspectiva evolucionista con fuerte pregnancia en la ilustración.
Trata sobre el pensamiento sociológico de Esteban Echeverría, las doctrinas sociológicas de Juan Bautista Alberdi y las ideas sociológicas de Domingo Faustino Sarmiento.
Para Ingenieros, Sarmiento había anticipado, con gran intuición, en su Facundo, de 1845, una interpretación “sociológica”, al considerar al medio y a la raza factores determinantes de la historia nacional.  Considera, al lo igual que él, que la educación es la mejor garantía moral para que los seres humanos puedan asumir las transformaciones del mundo circundante. La educación debe tender a garantizar la contribución de los individuos en la evolución social.

### La formación de una raza argentina
Desde la perspectiva de Ingenieros, la creación de una sociología argentina de base científica funcionará como la fuente conceptual con la cual será posible no sólo analizar la sociedad argentina, sino principalmente identificar las características esenciales de su condición.
Siguiendo a Sarmiento, creía que la categoría de “raza” era esencial para pensar la nación y como factor esencial en la evolución de la sociedad argentina. Apoya la tesis sobre la inmigración propuesta por la Generación del `80 quienes consideraban que el futuro y el progreso de la sociedad argentina requería del fomento de una política inmigratoria para atraer a los inmigrantes europeos al suelo nacional.
“La formación de la nacionalidad argentina – y de todos los países americanos, primitivamente poblados por razas de color – es en su origen un simple episodio de la lucha de razas; en la historia de la humanidad, podría figurar en el capítulo que estudiara la expansión de la raza blanca, su adaptación a nuevos ambientes naturales y la progresiva preponderancia de su civilización donde esa adaptación ha sido posible”.
A partir de ello, realiza una descripción de la inmigración y su fusión con la población originaria como parte del proceso formador de la argentinidad. “hablamos de “raza” para caracterizar una sociedad homogénea cuyas costumbres e ideales permiten diferenciarla de otras que coexisten con ella en el tiempo y la limitan en el espacio”.  Además considera que la raza blanca es superior a las razas indígenas y a la raza negra. En la lucha por la vida, sostiene Ingenieros, la raza blanca, históricamente, había sido más capaz que las otras razas de crear civilizaciones superiores y sostenerlas (referencias 29) defendiendo la hipótesis de la “superioridad incontestable” de la raza blanca.

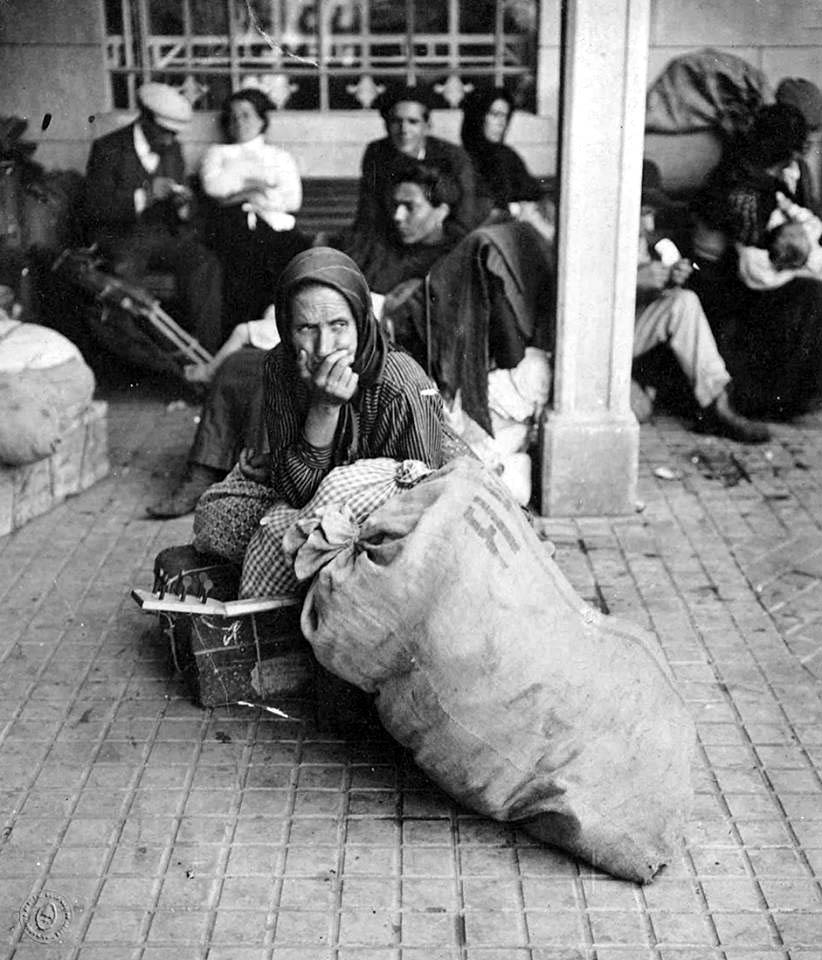

## Base representacional de las ideas centrales del libro
Analizando la obra de José Ingenieros en general, y contextualizando la publicación de Sociología Argentina, puede reconocerse que el autor indagó sobre el legado del grupo intelectual con mayor predicamento en la Argentina del 1.er centenario, entre los que se encontraban -como ya se mencionara- Esteban Echeverría, Domingo F. Sarmiento y Juan B. Alberdi.
Para Ingenieros, la Sociología, en su acepción positivista, era una disciplina “moral” que estudiaba la evolución de los pueblos y de las razas, en un medio dado y en un momento histórico preciso, con un criterio científico. De este modo, al apelar a las teorías evolucionistas darwinianas, a la filosofía positivista y a la recopilación histórica de orden cronológico y enciclopedista, cierra el ciclo de otros pensadores tales como José M. Ramos Mejía y Carlos O. Bunge, que estudiaron la historia nacional desde un punto de vista biologicista y evolucionista, incorporando Ingenieros el sustento cientificista que requería la nueva episteme del siglo XX.